# Engelsbrand
Engelsbrand – miejscowość i gmina w Niemczech, w kraju związkowym Badenia-Wirtembergia, w rejencji Karlsruhe, w regionie Nordschwarzwald, w powiecie Enz, wchodzi w skład wspólnoty administracyjnej Neuenbürg. Leży na obrzeżach Schwarzwaldu, ok. 6 km na południe od Pforzheim.